# Zastava Luksemburga
Zastava Luksemburga sastoji se od triju jednako širokih vodoravnih pruga, crvene, bijele, i plave boje. Prvi put se upotrebljavala od 1845. do 1848. godine, i prihvaćena je 23. lipnja 1972. godine. Boje najvjerojatnije vuku porijeklo s grba Limburske pokrajine za vrijeme Belgijske revolucije 1830. godine.

## Vanjske poveznice
- Flags of the World